# Ghostbusters: Il videogioco
Ghostbusters: Il videogioco (Ghostbusters: The Video Game) è un videogioco ispirato alla serie cinematografica Ghostbusters. Il gioco è stato pubblicato nel mese di giugno 2009 nella versione per Xbox 360, PlayStation 3 e PC con una grafica più realistica e in modalità giocatore singolo, e nella versione per PlayStation 2, dal design più "cartoonesco". La versione per Wii è uscita il 5 novembre, anch'essa con una grafica in stile cartoon ma con l'integrazione del multigiocatore.
A differenza dei precedenti titoli su Ghostbusters, usciti nel periodo 1984-1989, Ghostbusters: Il videogioco non è basato su un'opera in particolare, ma rappresenta un ipotetico terzo capitolo della saga; inoltre sono presenti alcuni elementi della serie animata The Real Ghostbusters, ispirata al primo film.

## Trama
(La citazione più famosa di Ivo Shandor rivolto agli Acchiappafantasmi, riferendosi a Gozer il Gozeriano)
New York City, novembre 1991. Un'onda di energia di proporzioni gigantesche si sprigiona dal Museo di Storia Naturale, espandendosi in tutta la città.
Intanto, alla caserma degli Acchiappafantasmi, i membri della squadra accolgono un quinto membro, ovvero il protagonista, mai chiamato dagli altri col proprio nome, ma con appellativi come "recluta" o "cadetto": dopo un periodo di relativa calma a seguito della sconfitta di Vigo il Carpatico due anni prima, durante gli eventi del secondo film, gli Acchiappafantasmi sono ancora al lavoro e si vedono costretti ad arruolare un nuovo membro come Addetto all'Equipaggiamento Sperimentale, ovvero l'incaricato di indossare e testare tutti i nuovi attrezzi progettati dal gruppo, oltre che come aiuto extra per contrastare le varie attività paranormali. Durante la messa a punto dello zaino protonico, però, l'onda d'urto raggiunge anche loro e, come preso da una frenesia improvvisa, il fantasma Slimer riesce a scappare dalla sua teca; nel tentativo di ricatturarlo, la recluta danneggia accidentalmente la griglia di contenimento e libera un altro fantasma, che si rifugia nella cantina della caserma con Slimer. La loro cattura fa da tutorial per imparare a padroneggiare lo zaino protonico e rinchiudere i fantasmi nelle apposite trappole. Il secondo fantasma viene preso, ma Slimer riesce a fuggire.
Il gruppo decide quindi di recarsi nel luogo in cui lo catturarono la prima volta e dove sicuramente andrà: l'Hotel Sedgewick. I quattro riescono a ricatturarlo, ma a sorpresa nell'albergo compaiono nuovi spettri che rendono ardua l'operazione, tra cui il fantasma di un vecchio pescatore che darà filo da torcere al protagonista. A peggiorare la situazione c'è l'entrata in scena di una vecchia conoscenza degli Acchiappafantasmi: l'Uomo della Pubblicità dei Marshmallow, a cui viene data man forte da un esercito di fantasmi nelle strade della città. Durante la missione si riuniscono con Winston Zeddemore, che era fuori per la serata, e si ritrovano di fronte un caso di melma nera, una variante scura ed estremamente tossica della comune melma ectoplasmatica che, se presente in maniera massiccia, potrebbe addirittura aprire portali verso altre dimensioni.
Così i ragazzi attraversano Manhattan fino a Times Square ed entrano in un edificio, scoprendo che l'Uomo dei Marshmallow stava cercando una ragazza, Ilyssa Selwyn, che dovranno salvare. Tuttavia, anche dopo averlo sconfitto nuovamente, le manifestazioni non cesseranno, e gli Acchiappafantasmi scopriranno che Gozer, il vero responsabile di tutto, sta tentando di tornare ancora sulla Terra alla vigilia di un'importante mostra sul suo culto al Museo di Storia Naturale, che ha visto riunirsi alcuni dei suoi più importanti manufatti. La mostra è curata proprio da Ilyssa, che è un'esperta di mitologia sumera e che pian piano inizierà una sorta di relazione con Peter. Durante le loro imprese saranno ostacolati nuovamente da Walter Peck, stavolta a capo di una commissione per i danni da interventi contro i fantasmi con l'obiettivo di fermarli se supereranno il limite; lo stesso sindaco di New York li obbliga poi a lavorare insieme per appianare le divergenze e, soprattutto, limitare i danni del loro operato. Il giorno dopo Egon, Ray, Winston e il protagonista pensano inizialmente di andare al museo per indagare proprio sul luogo di origine del fenomeno, ma nel tragitto verso il museo ricevono una chiamata da Janine che li avvisa di qualcosa di importante in corso, di natura paranormale, alla Biblioteca Pubblica di New York.
Intuendo che si tratta della Signora in Grigio, il primo spettro che incontrarono nella loro carriera, cambiano destinazione e si recano alla Biblioteca. Affrontando varie entità fra le mura dell'edificio e indagando sulla vita del fantasma scoprono la triste storia della sua morte: Eleanor Twitty, questo il suo vero nome, cominciò a frequentare un certo Edmond Hoover, noto collezionista di libri antichi, e se ne innamorò: in realtà, Hoover la sfruttava per rubare libri rari, in particolare uno chiamato Codice Gozeriano. Quando lei lo scoprì lui la uccise, uccidendo poi altre persone per coprire il delitto e collezionandone i corpi, venendo così conosciuto nella cronaca nera come Il Collezionista. Hoover venne scoperto e condannato a morte, ma prima di morire disse che sarebbe ritornato in vita con il nome divino di Azetlor, una divinità sumera, per finire la sua collezione. Una volta scesi nei sotterranei della biblioteca il protagonista, Ray ed Egon trovano il luogo in cui fu uccisa la bibliotecaria e, prendendole il Codice dalle mani, la fanno trasformare nella sua versione demoniaca. Dopo averla affrontata un'ultima volta la catturano, ma subito vengono trasportati in una versione alternativa della Biblioteca dentro il Mondo dei Fantasmi, intuendo che la stessa Eleanor possa aver fatto volutamente da tramite per farli arrivare lì e aiutarli a concludere la missione. Dopo aver attraversato quel mondo bizzarro ed essere passati attraverso numerosi portali, i ragazzi affrontano il Collezionista, ora nella forma di Azetlor, un gigantesco mostro fatto di libri e pezzi di arredamento, e riescono a tornare nel loro mondo. Dopo averlo sconfitto appare un misterioso disegno luminoso sul muro della sala principale, che non riescono a identificare. 
Esaminando il Codice Gozeriano alla caserma scoprono che a Gozer, per creare una forma Distruggitore, ovvero la forma divina suprema che si manifesta nel mondo dei vivi, serve incanalare una gran quantità di energia psicocinetica in un unico punto, esattamente come il palazzo-antenna dove abitava Dana Barrett. Grazie alle conoscenze di Ilyssa scoprono che Ivo Shandor, il folle architetto-scienziato che venerava Gozer, non solo creò il palazzo, ma con la scusa di restaurare diversi edifici della città ne modificò le caratteristiche per renderli simili a quello; inoltre è stata la Fondazione Shandor, responsabile dei beni e dell'eredità dell'architetto, a donare i manufatti al museo. Anche se convinti che Ilyssa c’entri qualcosa perché era sempre presente durante gli eventi accaduti o perché sembrava esserne coinvolta in qualche modo, i protagonisti decidono di proseguire le indagini e di recarsi definitivamente al Museo di Storia Naturale durante la serata di inaugurazione della mostra, nonostante Peck non li volesse lì: per questo motivo si infiltrano nell'edificio passando dalla zona di scarico merci, mentre Ilyssa presenzia all'evento come ospite. Proprio quando stanno per essere sbattuti fuori, Ilyssa viene attirata da un obelisco nella sala principale del museo, che si illumina e la fa cadere in uno stato di trance. La ragazza si solleva in aria e una serie di fantasmi si manifestano, possedendo gli ospiti e seminando il panico. Gli Acchiappafantasmi si ritrovano così a combattere e a dover salvare di nuovo la vita di Ilyssa. Improvvisamente, un misterioso e corpulento fantasma rapisce Ilyssa e fugge nel museo. I protagonisti attraversano le varie ale del palazzo per salvarla, scontrandosi con oggetti in esposizione, presenze e manichini posseduti, per poi tornare nel salone principale e fermare il fantasma, che si rivela essere il cultista Cornelius Wellesley, salvando Ilyssa; indebolitosi, l'essere fugge sottoterra. I protagonisti scoprono così una scala nascosta sotto l'obelisco che porta a un immenso luogo segreto sotterraneo, dove trovano una quantità incredibile di melma nera e infine combattono contro Wellesley, sconfiggendolo. Poco dopo, il sindaco striglia per bene la squadra e Peck li minaccia nuovamente di farli chiudere per sempre, ma prima che se ne vada imbestialito Egon lo analizza col rilevatore e vede che i suoi livelli ectoplasmatici sono insoliti, facendolo notare agli altri.
Intanto i ragazzi non riescono ancora a decifrare il simbolo che hanno trovato, ma grazie anche a un'intuizione di Ilyssa e poi di Winston, scoprono che si tratta di un Maṇḍala, ovvero un labirinto spirituale composto da vari nodi, in questo caso i palazzi "restaurati" da Shandor, che si collegano l'uno all'altro per raffinare la melma nera fino a un preciso punto centrale, che servirà per evocare il Distruggitore. I fantasmi più potenti che hanno incontrato, come Hoover o Wellesley, erano i guardiani del proprio nodo, che ne avevano assorbito una parte divenendo più forti dei normali spettri ma, una volta sconfitti, insieme a loro si disattivava il nodo a cui erano legati. 
Tutti gli Acchiappafantasmi, a eccezione di Venkman, basandosi sulla posizione dei nodi di Maṇḍala rimasti, fanno ritorno all'Hotel Sedgewick, ora chiuso dalla commissione di Peck per lavori. Nonostante il chiaro divieto per gli Acchiappafantasmi di entrare, i quattro entrano e trovano il direttore dell'albergo, che spiega di essere rimasto intrappolato a causa delle presenze nell'edificio, che nel frattempo sta cambiando fisionomia a causa dell'avanzamento del mondo dei fantasmi nel mondo dei vivi. Si troveranno così ad affrontare un nuovo terrificante nemico, la Strega dei Ragni, una giovane vedova pluriomicida con poteri di aracnide vissuta negli anni '20 e guardiana del nodo di Maṇḍala dell'hotel. Il protagonista ed Egon la batteranno, riportando il luogo alla normalità e disattivando il nodo. 
Basandosi di nuovo sulla mappa della città in corrispondenza al Maṇḍala, l'ultimo nodo porta nel centro del fiume Hudson. Gli Acchiappafantasmi raggiungono il posto in barca e improvvisamente riemerge dal nulla un'isola enorme con un castello: è l'isola perduta di Shandor, affondata secoli prima perché fu consacrata ai fantasmi da Ivo e, alla morte dell'ultimo discendente diretto degli Shandor, fu reclamata dagli stessi. Al suo interno fanno un'altra incredibile scoperta trovando un quadro della madre di Ivo Shandor, identica a Ilyssa. Si spiega così perché gli eventi più importanti successi fino a quel momento sembravano essere stati scatenati da lei: essa, infatti, è una Shandor illegittima, e gli spettri alleati dell'architetto la volevano perché era indispensabile per il suo rituale. Giunti nel luogo dove si trova inciso il Maṇḍala, il pavimento si apre e il protagonista cade improvvisamente nelle catacombe sottostanti, mentre gli altri vengono catturati dai fantasmi devoti a Shandor. Il ragazzo attraversa quel posto da solo e riesce finalmente a liberare Winston. Insieme a lui scopre un avanzato centro di stoccaggio della melma, e arrivano alla conclusione che la volta precedente Vigo doveva aver usato quei tunnel per pompare la melma umorale nelle fogne cittadine. I due si ritrovano con gli altri e dopo aver battuto l'ultimo guardiano del Maṇḍala, un gigantesco mostro all'interno di un planetario, fuggono dall'isola mentre questa riaffonda.
Tornati alla caserma, la trovano completamente messa sottosopra, e Janine spiega sconvolta che Ilyssa è stata rapita (infatti, era rimasta lì quasi tutto il tempo) e, inoltre, scoprono che la griglia di contenimento è stata disattivata di nuovo, con tutti i fantasmi da loro catturati in circolazione. Dai vari indizi il gruppo deduce che è stato Peck, indotto ad agire da Shandor per avere dai fantasmi liberati una nuova fonte di energia alternativa alla melma. Il gruppo si dirige in fretta e furia a Central Park dove è sorto un gigantesco cimitero infestato. Mentre il protagonista e Ray lo attraversano separati dagli altri, quest'ultimo ha un'illuminazione sul perché Shandor e Peck stanno creando una nuova forma Distruggitore: Gozer non può ripresentarsi nella loro dimensione se non con la forma scelta la prima volta, ovvero l'Uomo dei Marshmallow, e quella forma, per quanto imponente, è troppo debole e vulnerabile per il dio. Una volta raggiunto il punto centrale del cimitero, all'interno di una sorta di immenso mausoleo, trovano Ilyssa legata, ma insieme a lei vi è anche Peck: improvvisamente, Shandor si rivela ai presenti sotto le spoglie del sindaco, che aveva posseduto da mesi per mandare Peck contro di loro e rallentarli (i livelli ectoplasmatici di Peck erano alti perché era quasi sempre al suo fianco quando si manifestavano i fenomeni, sviando così il gruppo).
Shandor inoltre rivela che, essendo rimasto deluso da Gozer per ben due volte, egli stesso aveva progettato di trasformare New York in un'immensa antenna paranormale concentrata in grado di collegare i due mondi, quello degli uomini e quello dei fantasmi, e di unirsi alla nuova forma Distruggitore evocata per ottenere i poteri di un dio in Terra. Nonostante tutto, gli Acchiappafantasmi lo separano dal corpo del sindaco e lo combattono e quando, indebolito, Shandor apre un portale per il mondo dei fantasmi e fugge, la squadra viene trascinata via con lui. Nella battaglia finale, incrociando i flussi per l'ennesima volta contro ogni pronostico, gli Acchiappafantasmi sconfiggono il malvagio architetto nel suo nuovo corpo e mettono fine al suo folle piano. Ritornati nel mondo reale, liberano Peck e Ilyssa e li portano fuori insieme al sindaco svenuto prima che il mausoleo crolli. Il sindaco rinsavisce, la città è salva e Peter e Ilyssa sono finalmente soli per un attimo, ma mentre si stanno baciando appare Slimer e passa attraverso di loro, smelmando Ilyssa. Peter, schifato, si allontana con sorpresa di lei mentre Slimer torna indietro e vola verso lo schermo.
Durante i titoli di coda, si sentono fuori campo le voci dei quattro membri originali che stabiliscono che cinque di loro sono troppi per la squadra, ma decidono di offrire alla recluta una posizione come capo di una sede degli Acchiappafantasmi in un'altra città (questo dialogo è inedito nella versione italiana).

## Modalità di gioco
Il gioco è uno sparatutto in terza persona che mette il giocatore nel ruolo di un personaggio originale semplicemente noto come "Cadetto", una nuova recluta per il team degli Acchiappafantasmi. Il giocatore controlla i movimenti della recluta mentre esplora gli ambienti di ogni livello, cercando attività paranormali e fantasmi, da solo o con tutti e quattro gli altri protagonisti. I giocatori possono passare a una prospettiva in prima persona equipaggiandosi con il Rilevatore di energia psicocinetica e il visore. In questa modalità, gli oggetti paranormali sono visibili e il Rilevatore aiuterà a dirigere il giocatore verso fantasmi, fenomeni paranormali o artefatti infestati, chiamati manufatti maledetti. Il giocatore può scansionare questi elementi per ottenere maggiori informazioni su di loro, come se fossero dei collezionabili, e ricevere una ricompensa monetaria, che può usare per potenziare l'equipaggiamento dello zaino protonico.
In terza persona, il giocatore può mirare e sparare il flusso di protoni per indebolire i fantasmi in modo che possano essere catturati in una trappola. Tuttavia, l'uso continuo dello zaino protonico causerà il surriscaldamento, ma può essere scaricato manualmente per raffreddarlo e impedirne il cortocircuito. Mentre lo zaino si surriscalda o viene raffreddato, il giocatore non sarà momentaneamente in grado di usarlo. Una volta che un fantasma è abbastanza debole, i giocatori possono usare il Flusso di cattura per manovrare il fantasma dentro la trappola. Con un fantasma soggiogato, i giocatori possono anche eseguire un attacco per sbatterlo contro l'ambiente circostante, indebolendolo ulteriormente e rendendolo più facile da catturare. Il flusso di cattura può anche essere utilizzato per spostare oggetti nell'ambiente e poter così trovare oggetti o proseguire nel livello. Il livello di difficoltà nella cattura varia a seconda del tipo di fantasma che si affronta.
Nel corso del gioco, lo zaino protonico viene aggiornato per includere diversi tipi di attacco. Al posto di un tradizionale HUD, la salute del giocatore e lo stato delle armi sono rappresentati sul retro dello zaino. La salute si rigenera nel tempo se il giocatore non subisce ulteriori danni. Tuttavia, subendo più danni, può essere abbattuto e cadere a terra senza potersi muovere. Se ci sono gli altri personaggi presenti e ancora in piedi, cercheranno di raggiungere il giocatore e lo "rianimeranno". Allo stesso modo, il giocatore può aiutare i membri della squadra caduti. Tuttavia, se tutti gli Acchiappafantasmi attivi vengono sconfitti, incluso il giocatore, la missione fallisce e il giocatore dovrà ricominciare dall'ultimo checkpoint.
La campagna per giocatore singolo nelle versioni per Xbox 360, Windows e PlayStation 3 è la stessa. Le versioni per Wii, PS2 e PSP differiscono invece per diversi aspetti, oltre a quelli grafici, pur condividendo di base la stessa trama. In più, nella versione per Wii si usa il telecomando Wii nel gioco e gli aspetti visivi dell'interfaccia vengono riposizionati, ad esempio posizionando il misuratore di temperatura dello zaino protonico come elemento HUD anziché sullo zaino stesso. Nella versione "cartoon" del gioco il protagonista, sbattendo il fantasma per indebolirlo, avvia una sequenza simile al gioco di gruppo Simon Says, e viene anche data la possibilità di giocare come uomo o donna.

## Sviluppo
Dopo anni di voci e smentite riguardo a una terza versione cinematografica della serie Ghostbusters, rimasta in development hell fin dagli anni 90, nel gennaio 2007 vennero pubblicati su YouTube due filmati di un videogioco per Xbox 360 con protagonisti gli Acchiappafantasmi, il cui look appariva rivisitato in chiave moderna. La casa produttrice del gioco, la ZootFly, non era però in possesso dei diritti originali del franchise, di proprietà della Columbia Pictures, a sua volta appartenente alla Sony, e decise così di sospendere la produzione del titolo e di produrre invece un gioco basato sullo stesso motore grafico, Time0.
Circa un anno dopo, nel 2007, l'editore Vivendi Games e la casa di sviluppo Terminal Reality si erano incontrati con la stessa Sony per discutere il progetto di un loro videogioco su Ghostbusters, ed in un'intervista televisiva l'attore Dan Aykroyd confermò che un possibile videogioco poteva rappresentare il terzo capitolo ufficiale della saga.
Il motore grafico progettato ad hoc per il gioco, l'Infernal Engine, è rimasto in sviluppo per sette anni. Nella versione originale del videogioco i quattro attori protagonisti della serie originale, Bill Murray, Dan Aykroyd, Harold Ramis ed Ernie Hudson prestano ai personaggi sia la loro immagine che la propria voce. Si rifiutò invece di partecipare al progetto un altro membro storico del cast, Rick Moranis: a quanto detto da un produttore della Sierra Entertainment, raggiunta la sicurezza economica con la serie Tesoro, mi si sono ristretti i ragazzi, da tempo preferiva non lavorare più. Tuttavia vi è un piccolo riferimento al suo personaggio, Louis Tully, nella caserma, dove il suo nome è scritto sulla targhetta di una delle tute appese. Anche Sigourney Weaver inizialmente declinò l'offerta di tornare nel ruolo di Dana Barrett, ma accettò in seguito quando seppe che Bill Murray era molto dedicato al progetto. Tuttavia, a quel punto, la produzione del gioco era già in fase avanzata e non se ne fece niente in quanto non c'era più il ruolo adatto per l'attrice.
Così come nei film, anche in questa occasione Dan Aykroyd e Harold Ramis hanno scritto il copione del videogioco, stavolta insieme ad altri autori. Dan Aykroyd in un'intervista ha poi dichiarato in merito alla storia: "Essenzialmente questo è il terzo film".
La colonna sonora del videogioco è composta dalle tracce originali della prima pellicola composte da Elmer Bernstein, compresa ovviamente la celebre canzone di Ray Parker Jr., e lo stesso gioco contiene numerosi riferimenti e omaggi al mondo di Ghostbusters, compreso il ritratto parlante di Vigo il Carpatico all'interno della caserma che nella versione originale ha la voce dell'attore Max von Sydow, già voce del personaggio nel secondo film.

## Distribuzione
La data ufficiale per l'uscita del videogioco è stata nel giugno 2009, in occasione del 25º anniversario dell'uscita del primo film e del rilascio del DVD in Blu-Ray dello stesso.
Al Consumer Electronics Show 2009, Sony annunciò la pubblicazione europea delle versioni per PlayStation 3 e PlayStation 2, mentre il 5 novembre uscirono le versioni per PlayStation Portable, Nintendo DS e Nintendo Wii. Nella versione rimasterizzata del gioco, realizzata nel 2019 per il decimo anniversario della sua uscita, nei titoli di testa viene reso omaggio ad Harold Ramis, scomparso nel 2014.

## Doppiaggio
| Personaggio                   | Doppiatore originale | Doppiatore italiano |
| ----------------------------- | -------------------- | ------------------- |
| Dott. Peter Venkman           | Bill Murray          | Michele Gammino     |
| Dott. Ray Stantz              | Dan Aykroyd          | Sergio Di Giulio    |
| Dott. Egon Spengler           | Harold Ramis         | Mario Cordova       |
| Winston Zeddemore             | Ernie Hudson         | Massimo Foschi      |
| Janine Melnitz                | Annie Potts          | Cinzia Massironi    |
| Walter Peck                   | William Atherton     | Luca Sandri         |
| Dott.ssa Ilyssa Selwy         | Alyssa Milano        | Emanuela Pacotto    |
| Dr. Rutherford                | Non disponibile      | Marco Balbi         |
| Direttore del Sedgewick Hotel | Non disponibile      | Giorgio Melazzi     |
| Sindaco Jock Mulligan         | Brian Doyle-Murray   | Riccardo Rovatti    |